# Atletica leggera ai Giochi della II Olimpiade - 100 metri piani
La gara dei 100 metri piani dei Giochi della II Olimpiade si tenne il 14 luglio 1900 a Parigi, in occasione dei secondi Giochi olimpici dell'era moderna.

## L'eccellenza mondiale
In campo internazionale la specialità è ancora poco popolare. Molto più praticate sono le 100 iarde. Nel 1899 tre nuovi atleti hanno corso la distanza in 9”8 (record mondiale): Walter Tewksbury, Frank Jarvis e Arthur Duffey. Tutti e tre sono presenti ad Atene. Duffey ha vinto i campionati nazionali del 1899 e si presenta ai Giochi da favorito. Il 28 aprile 1900 lo statunitense ha confermato il tempo di 9”8, unico atleta ad essere sceso sotto i 10”0 nell'anno dei Giochi.

## Risultati
Le batterie e le semifinali si disputarono a partire dalle 10,30. La finale fu prevista per il pomeriggio.

### Primo turno
Nel primo turno si disputarono sei batterie; i primi due si qualificarono per le semifinali.
Batteria 1
| Pos. | Nazione     | Atleta            | Tempo  |
| ---- | ----------- | ----------------- | ------ |
| 1    | Stati Uniti | Arthur Duffey     | 11"4   |
| 2    | Stati Uniti | Frederick Moloney | (11"5) |
| 3    | Boemia      | Václav Nový       | n/d    |

Batteria 2
| Pos. | Nazione     | Atleta           | Tempo  |
| ---- | ----------- | ---------------- | ------ |
| 1    | Stati Uniti | Walter Tewksbury | 11"4   |
| 2    | Stati Uniti | Thaddeus McClain | (11"4) |
| 3    | Ungheria    | Pál Koppán       | n/d    |

Batteria 3
| Pos. | Nazione     | Atleta          | Tempo  |
| ---- | ----------- | --------------- | ------ |
| 1    | Stati Uniti | Frank Jarvis    | 10"8   |
| 2    | Australia   | Stan Rowley     | (10"9) |
| 3    | Italia      | Umberto Colombo | n/d    |
| 4    | Germania    | Julius Keyl     | n/d    |

Batteria 4
| Pos. | Nazione     | Atleta          | Tempo  |
| ---- | ----------- | --------------- | ------ |
| 1    | Stati Uniti | Clark Leiblee   | 11"4   |
| 2    | Germania    | Kurt Doerry     | (11"5) |
| 3    | Danimarca   | Johannes Gandil | n/d    |

Batteria 5
| Pos. | Nazione          | Atleta           | Tempo  |
| ---- | ---------------- | ---------------- | ------ |
| 1    | India Britannica | Norman Pritchard | 11"4   |
| 2    | Stati Uniti      | Edmund Minahan   | (11"5) |
| 3    | Ungheria         | Ernő Schubert    | n/d    |
| 3    | Svezia           | Isaac Westergren | n/d    |

Batteria 6
| Pos. | Nazione     | Atleta            | Tempo  |
| ---- | ----------- | ----------------- | ------ |
| 1    | Stati Uniti | Charles Burroughs | 11"4   |
| 2    | Stati Uniti | Dixon Boardman    | (11"4) |
| 3    | Stati Uniti | Henry Slack       | n/d    |

### Semifinali
Nelle tre semifinali i primi si qualificarono per la finale mentre i secondi e i terzi andarono al ripescaggio. Il vincitore del ripescaggio è il quarto finalista.
Semifinale 1
| Pos. | Nazione     | Atleta            | Tempo  |
| ---- | ----------- | ----------------- | ------ |
| 1    | Stati Uniti | Arthur Duffey     | 11"0   |
| 2    | Australia   | Stan Rowley       | (11"2) |
| 3    | Stati Uniti | Charles Burroughs | n/d    |
| 4    | Stati Uniti | Dixon Boardman    | n/d    |

Semifinale 2
| Pos. | Nazione     | Atleta            | Tempo  |
| ---- | ----------- | ----------------- | ------ |
| 1    | Stati Uniti | Walter Tewksbury  | 10"8   |
| 2    | Stati Uniti | Clark Leiblee     | (10"9) |
| 3    | Stati Uniti | Frederick Moloney | n/d    |
| -    | Germania    | Kurt Doerry       | dnf    |

Semifinale 3
| Pos. | Nazione          | Atleta           | Tempo  |
| ---- | ---------------- | ---------------- | ------ |
| 1    | Stati Uniti      | Frank Jarvis     | 11"2   |
| 2    | Stati Uniti      | Thaddeus McClain | (11"3) |
| 3    | India Britannica | Norman Pritchard | n/d    |
| 4    | Stati Uniti      | Edmund Minahan   | n/d    |

### Ripescaggio
| Pos. | Nazione          | Atleta            | Tempo  |
| ---- | ---------------- | ----------------- | ------ |
| 1    | Australia        | Stan Rowley       | 11"0   |
| 2    | India Britannica | Norman Pritchard  | (11"0) |
| 3    | Stati Uniti      | Clark Leiblee     | n/d    |
| 4-6  | Stati Uniti      | Charles Burroughs | n/d    |
| 4-6  | Stati Uniti      | Thaddeus McClain  | n/d    |
| 4-6  | Stati Uniti      | Frederick Moloney | n/d    |

### Finale
Stanley Rowley si aggiudica il ripescaggio battendo Norman Pritchard.

Si allineano alla partenza tre americani e un australiano.

Duffey scatta per primo; mantiene la testa per 50 metri, poi accusa un infortunio al tendine della gamba sinistra. I tre inseguitori si gettano quasi contemporaneamente sul traguardo. I giudici attribuiscono la vittoria a Frank Jarvis sul connazionale Tewksbury; terzo classificato è l'australiano Rowley.
| Pos.    | Nazione     | Atleta           | Età | Tempo ufficiale | Tempo stimato |
| ------- | ----------- | ---------------- | --- | --------------- | ------------- |
| Oro     | Stati Uniti | Frank Jarvis     | 22  | 11"0            |               |
| Argento | Stati Uniti | Walter Tewksbury | 24  |                 | (11"1e)       |
| Bronzo  | Australia   | Stan Rowley      | 24  |                 | (11"2e)       |
| -       | Stati Uniti | Arthur Duffey    | 21  |                 | dnf           |